# 鳳らん太・ゆう太
鳳らん太・ゆう太（おおとりらんた・ゆうた）は、昭和40年代後半に活躍した、漫才コンビ。

## 来歴
忍者スタイルの名動きを取り入れたアクロバットな動きで注目された。
1968年、鳳啓助・京唄子の門下。同年5月、千日劇場で初舞台。同世代にははな寛太・いま寛大や船仁のるか・喜和そるか等がいる。
ゆう太の失踪（蒸発）によりらん太は1976年より同じ門下のみい子と「鳳らん太・みい子」を結成。現在は1人で猿まわしを行なっている。

## メンバー
- 鳳らん太（おおとりらんた、本名・市井忠彦、1945年8月12日 - 2020年3月）

石川県出身。
実の弟は「ザ・ダッシュ」「コント・スリーピース」等に在籍した市井信彦。
2002年に法務大臣賞を受賞。
- 鳳ゆう太（おおとりゆうた、本名・山下裕太、1946年 - ）

新潟県出身。1975年に師と仰いでいた「てかてかトリオ」の高杉国夫が自殺したため、ショックを受け失踪。

## 受賞
- 1970年 - 第5回上方漫才大賞 新人賞